# 卡拉米河
卡拉米河（法語：Caramy，法語發音：[kaʁami]）是法国普罗旺斯-阿尔卑斯-蓝色海岸大区瓦尔省的河流，是阿爾讓河的右支流，长45.9千米。